# Rejon Cantemir
Rejon Cantemir – rejon administracyjny w południowej Mołdawii.

## Demografia
Liczba ludności w poszczególnych latach:
| 1959   | 1970   | 1979   | 1989   | 2004   | 2014   |
| ------ | ------ | ------ | ------ | ------ | ------ |
| 46 758 | 56 466 | 58 169 | 62 864 | 60 001 | 62 300 |